# ポデモス
ポデモス（スペイン語: Podemos, 発音 [poˈðemos]）は、反エスタブリッシュメント、欧州懐疑主義を掲げるスペインの左派ポピュリズム政党である。党名は英語で「We can」、日本語で「われわれには可能だ」の意味。
反緊縮運動をきっかけに結党され、2014年5月の欧州議会議員選挙では結党4か月にして第4党に躍進した。11月からパブロ・イグレシアスが党首を務めている。インターネットを基盤にした選挙活動や、マスメディアでの公開討論などを特色としている。バスク語ではAhal Dugu (IPA: [(a.)al du.ɣu])、カタルーニャ語ではPodem (IPA: [puˈðɛm], [poˈðɛm], [puˈðəm], [poˈðəm])、ガリシア語ではPodemos (IPA: [poˈðɛmos])と表記される。

## 歴史

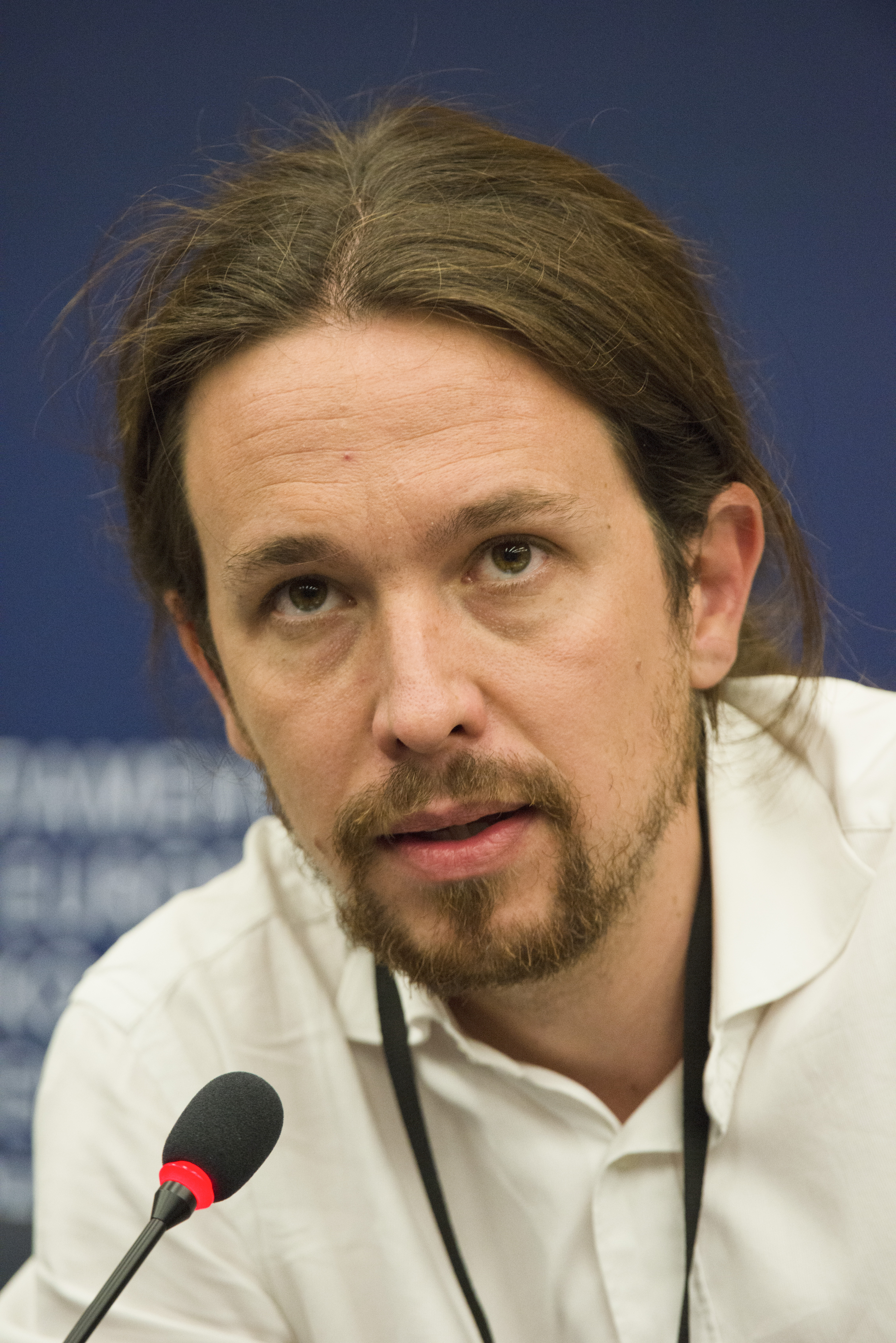
創設者のひとりで党首のパブロ・イグレシアス

### 結党
2011年5月22日に行われたスペイン地方自治体選挙期間中の5月15日に首都マドリードのプエルタ・デル・ソル広場で行われたデモ活動を発端として、スペイン各地に既存政党への抗議運動が広がった。ポデモスは、この不平等や腐敗に反発する「インディグナードス」（怒れる者たち）という市民運動に源流を持つ。4か月後の9月には占拠による抗議運動が大西洋の対岸に飛び火し、アメリカ合衆国のニューヨークで「ウォール街を占拠せよ」が発生したが、プエルタ・デル・ソル広場のデモはこれらの占拠運動（オキュパイ運動）の先駆けとされている。
11月の2011年スペイン議会総選挙では社会労働党（PSOE）が敗北し、国民党（PP）が7年ぶりに政権を奪ったが、二大政党の得票率や議席数は2008年スペイン議会総選挙を下回り、スペイン共産党（PCE）が中核となる政党連合統一左翼が躍進するなど、二大政党への反発がうかがえた。与党の国民党は財政赤字削減のために緊縮財政措置を進めたが、スペインの失業率は過去最高水準に上昇したため、総選挙時に44.6%だった国民党の支持率は11か月後に29.9%にまで下落し、莫大な財政赤字を生み出した主因とされた社会労働党の支持率も同様に下落した。2013年1月にエル・パイス紙が国民党のヤミ献金疑惑（バルセナス事件）を報じると、国民党の支持率は約20%にまで落ち込み、マリアーノ・ラホイ首相の不支持率は急上昇した。
ポデモスの原点は、2014年1月12日・13日の週末に発表され、30人の知識人や著名人が署名した「Mover ficha: convertir la indignación en cambio político」というマニフェストに見つけることができる。この中にはコンプルテンセ大学(UCM)の政治学教授のフアン・カルロス・モネデーロ、俳優のアルベルト・サン・フアン(スペイン語版)、スペイン国立通信教育大学(UNED)の政治学教授のハイメ・パストール、著作家で哲学者のサンティアゴ・アルバ・リコ、左翼労働組合派のメンバーで元党首のカンディド・ゴンサーレス・カルネーロ、コンプルテンセ大学の応用経済学教授のビビアーナ・メディアルデアなどが含まれる。このマニフェストは、左翼の立場からの欧州連合の政治への反対を目的とし、2014年に行われる欧州議会議員選挙に向けた新政党結成の必要性を訴えた。
1月14日、コンプルテンセ大学で政治学の教授であり、テレビの政治討論番組の司会者であるパブロ・イグレシアスが、マニフェストへの署名者ではなかったものの、ポデモス運動のリーダーとなることが発表された。イグレシアスによって強調された点には、憲法135条の免除、憲法第128条の完全な適用、中絶権の維持などがある。また、スペインの北大西洋条約機構（NATO）からの撤退を要求し、自己決定権を支持した。1月16日には、マドリードのラバピエス地区にあるバリオ劇場でポデモス運動が正式に発表され、この日が新政党の結党日とされている。数百人の記者を前にして記者会見が行われ、イグレシアス、モネデーロ、アンダルシア教員組合（USTEA）、マレーア・ベルデの活動家、反資本主義左翼のメンバーであるテレサ・ロドリゲス、精神科医でマレーア・ブランカのメンバーであるアナ・カスターニョ、研究者でアナリストのイニゴ・エレホン、社会活動家のミゲル・ウルバン、2011年の総選挙でマドリード選挙区から出馬した反資本主義左翼の闘士やリーダーなどが顔をそろえた。
ポデモスの根本的な目的は、国民党によって実施されていた緊縮政策に反対することだった。計画を実行するため、また欧州議会議員選挙に参加するため、ポデモスの屋台骨となるメンバーは3つの条件を設定した。少なくとも50,000人の支持を受けること、選挙名簿とプログラムの双方を公開参加によって精緻化すること、例えば統一左翼、人民統一候補、X党、アンダルシア労働組合、Anovaやマレーアス・シウダダーノスなどの 他政党や左派運動と団結すること、の3点である。24時間以内に50,000人の署名が集まり、ポデモスのウェブサイトはその通信量の多さでクラッシュした。

### 2014年の欧州議会議員選挙
2014年4月3日の公開予備選挙で、選挙名簿筆頭がイグレシアスに決定した。5月25日に2014年欧州議会議員選挙が行われ、ポデモスは失業中の人物を含む候補者を送りこんだ。得票率7.98%となる1,253,837票、54議席中5議席を獲得し、国民党（PP）、社会労働党（PSOE）、統一左翼などが中心となった選挙連合のイスキエルダ・プルラル（IP、「多様な左翼」）に次ぐ第4党となった。イグレシアスは、「我々はこの欧州議会議員選挙で敗北した。勝利したのは国民党だ。この結果では満足できない」と述べ、エル・パイス紙によって悲観的であるとされた。イグレシアスは自身の目的が「国民党と社会労働党を（権力から）追い出すまで前進すること」であるとし、「我々はヨーロッパ南部の他政党と協力して活動する。明らかなことは、ドイツの植民地にはしたくないということだ」と述べた。
標準的な欧州議会議員の給料は月額8,000ユーロ（約6,300ドル）以上に及ぶが、イグレシアスはポデモスの欧州議会議員がこの給料を受け取らないと述べ、「我々の欧州議会議員は誰ひとりとして、月額1,930ユーロ（約1,520ドル）、つまりスペインの最低賃金3倍分以上を稼がない」と発言した。この欧州議会議員選挙では、イギリスでイギリス独立党（UKIP）が、フランスで国民戦線（FN）が、ギリシャで急進左派連合が、デンマークでデンマーク国民党（DF）が第1党となり、スペインのポデモスも含め、各国で欧州懐疑主義政党が躍進した。ポデモスは欧州議会で欧州統一左派・北方緑の左派同盟（GUE/NGL）に加入した。GUE/NGLは改選前に比べて約1.5倍の勢力となった。

### 人気の上昇

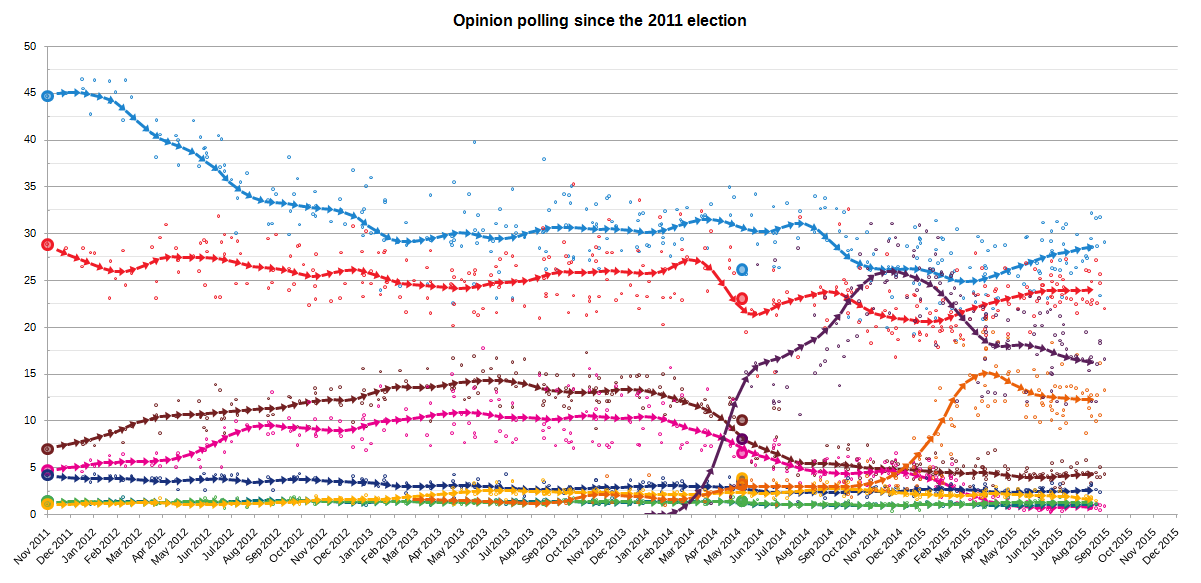
世論調査による政党支持率の推移（2011年総選挙以後）
紫色=ポデモス, 青色=国民党, 赤色=社会労働党

2014年5月の欧州議会議員選挙でポデモスが第4党になると、その躍進に関するニュースが盛んに報じられるようになった。選挙翌日のスペインのTwitterでは、「Pablo Iglesias」というワードがトレンドトピックの第1位となり、有力紙数紙の一面にイグレシアスの写真が登場した。選挙前の時点ですでにソーシャルネットワーク上では筆頭勢力だったが、公式Facebook上の「いいね!」回数は、5月から7月の間に100,000回から600,000万回に増加した。
社会学研究センター（CIS）による四半期調査によると、選挙2か月後の7月の世論調査では、ポデモスへの直接投票意思は社会労働党（PSOE）を上回り、国民党（PP）とわずか0.9%差の2位となった。7月末、ポデモスは新たに個人の党員加盟を認め、受付開始からの48時間で32,000人が、公式ウェブサイトを通じて会費無料の党員となった。受付開始から20日後には党員数が100,000人に達し、統一左翼（IU）、連合・進歩・民主主義（UPyD）、集中と統一（CiU）、バスク民族主義党（PNV/EAJつい）を上回って、スペインで3番目に党員数の多い政党となった。公式Facebookは8月だけで442,000回の「いいね!」を集め、YouTubeの公式チャンネルは、260万回以上の再生回数を記録した。
9月に放送されたテレビ番組「ビアハンド・コン・チェステル」では、イグレシアスのインタビューが約300万人の視聴者を獲得し、その時間に放送中の番組中最高の14.5%の占有率を記録した。10月、イグレシアスは政治討論番組の「ラ・セスタ・ノーチェ」に出演してインタビューも受け、番組史上最高の16.2%の占有率を記録した。情報番組の「サルバードス」でのイグレシアスのインタビューは、番組史上最高の23.8%の占有率・500万人の視聴者を獲得した。10月末、ポデモスの党員数は200,000人に達した。11月2日に[エル・パイスが発表した世論調査結果で、ポデモスは27.7%の支持率を獲得し、社会労働党の26.2%、国民党の20.7%を上回った。直接投票意思では、ポデモスが22.2%、社会労働党が13.1%、国民党が10.4%だった。

### 初の党大会
2014年6月5日、イグレシアスは同年秋に「Asamblea Ciudadana "Sí se puede」という党大会（市民集会）を開催することを発表した。また、非公開名簿による公開選挙によって党首を選出するために、25人の人物からなるチームが党大会の準備に責任を負うこと、提示できうる名簿の数に制限がいないことなどを発表した。6月8日にはマドリードでポデモスの主体者による会合が開催され、党の政治的・組織的な原則を決定する文書の決議について議論がなされた。全党員が文書を提示することができるとされ、全党員が参加する投票によって採択される文書が決定される。その後、再び全党員が参加する内部選挙が行われ、この選挙によって文書で定義された役職が埋められることが決定した。党大会まで指導的地位に立つ人物を決めるため、6月12日と13日にはインターネット投票が行われた。ふたつの名簿が提示され、片方の名簿はイグレシアスが筆頭となり、もう片方は「シルクロ・デ・エンフェルメリーア」（看護師団体）が推進した。投票には55,000人が参加し、86.8%の得票を集めたイグレシアスが勝利した。
10月18日・19日にはマドリードで、ポデモス初の物理的な党大会（市民集会）が開催された。10月19日には党員数が130,000人となり、10月22日には170,000人となった。この党大会では全党員が5つの決議に投票することができ、ポデモス自身が提案した決議のうち、得票上位の5つ、公共教育の改善（45%）、腐敗防止対策（42%）、居住権（38%）、公的医療の改善（31%）、負債の監査と再構築（23%）が採択された。構造文書の投票では、ルイス・アレグレ、カロリーナ・ベスカンサ、イニゴ・エレホン、イグレシアス、モネデーロなどの「Claro que Podemos」によって提案された、倫理的・社会的・構造的な文書が80.7%の得票を得て、欧州議会議員のパブロ・エチェニケ、テレサ・ロドリゲス、ロラ・サンチェスなどによる「Sumando Podemos」（12.3%）を上回って承認された。

### 地方選挙での勝利
2015年3月、同年12月に予定されている総選挙の前哨戦とされたアンダルシーア州議選において州政府与党のアンダルシーア社会労働党、国政与党の国民党の支部政党アンダルシーア国民党に次いで第三党となった。そして同年5月に行われた地方自治体選挙と自治州議会選挙（17自治州中の13自治州、および8000以上の市町村で投票が行われた）では国民党が大半の地域で安定多数を失う中で躍進。首都マドリードではポデモスと左派諸政党と市民グループによって構成された左派のアオーラ・マドリード（AM）が57議席中20議席を獲得し、国民党に次ぐ第2党となり、第3党となったマドリード社会労働党（PSOE-M）と連立協議を行い、6月11日に合意が成立したことを受け、AMのマヌエラ・カルメーナ・カストリージョが市長となった。また第2の都市であるバルセロナではポデモスと左派諸政党と市民グループによって構成されたバルサローナ・アン・クムー（BComú）が民族主義政党連合の集中と統一を押さえ第1党になり、BComúのアダ・クラウが市長に選出された。その他、サラゴサ（Zec）、カディス（PCSSP）、ア・コルーニャ（MA）やサンティアゴ・デ・コンポステーラ（CA）などでポデモスと左派諸政党と市民グループが設立したローカル政党が躍進し、左派の市長が誕生した。

### 2015年総選挙

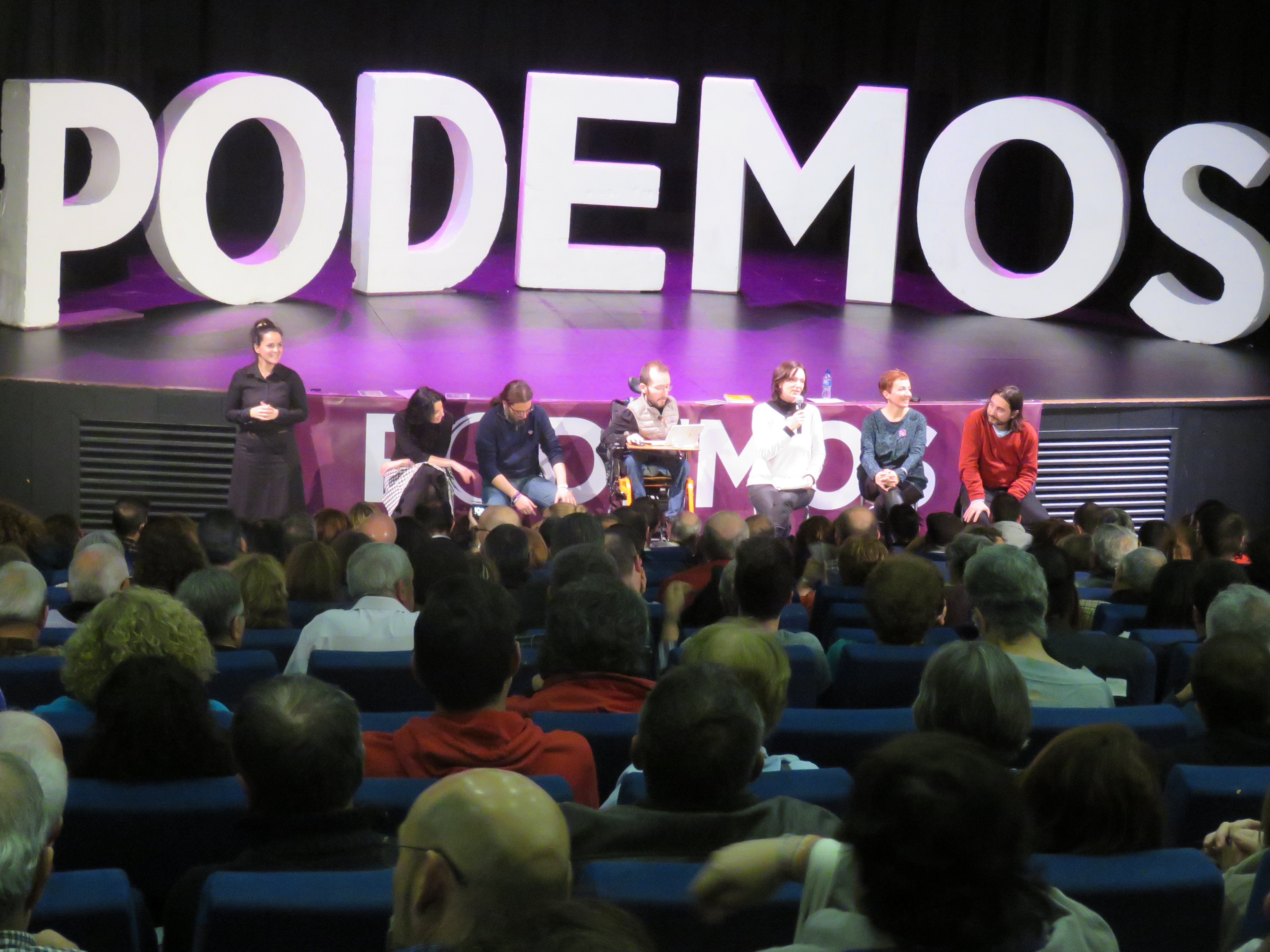
2015年総選挙の選挙運動の式典

2015年5月の州議会選挙統一左翼（IU）での惨敗後、IU代表のアルベルト・ガルソンは12月の総選挙に向けて選挙協定を目指しパブロ・イグレシアスと会談した。両者の考えには一致する点は多く、合流を目指しプラットフォームアオーラ・エン・コムンが設立されたものの、イグレシアスはポデモスと、たとえガルソン自身と直接のものでなくとも、IUとの間のいかなる提携関係をも拒否した。
2015年7月末、ポデモスは支持者による投票によって、他党と提携して設立するすべての選挙連合の名称の中に本来の党名の使用の義務化と、立候補するすべての選挙区での候補者を予備選挙を通じて決定することを決めた。この決定は他の政治勢力との間で選挙連合を設立することを可能とし、3つの自治州でそれは実現されることとなった。バレンシア州でのコンプロミス＝ポデーモス＝エス・エル・モメン、ガリシア州でのエン・マレーア、カタルーニャ州でのアン・クムー・プデムである。

### 2016年総選挙
2015年総選挙後にすべての政党が組閣に失敗したことで、2016年6月26日に再選挙が行われることとなった。5月13日、ポデモスは統一左翼やエクオなどとともに選挙連合ウニダス・ポデモスとして総選挙に臨むことを発表した。世論調査では第2党への躍進が予想されたが、実際には71議席にとどまって第3党となった。

### 2019年総選挙
2019年11月の総選挙ではウニダス・ポデモス全体で35議席の惨敗で第4党となった。選挙後、ペドロ・サンチェス率いる社会労働党と少数与党の連立政権を発足させた。

## 方針
ポデモスは2014年の欧州議会議員選挙のために共同で書かれたプログラムを提示している。主に以下のような方針を持つ。
- 経済の治癒

全国民へのベーシックインカムによる貧困削減と社会的尊厳、ロビー活動の制御、大企業や多国籍企業のための租税回避の救済、中小企業の振興。
- 自由、平等、友愛の推進

ヨーロッパ全域での障壁を破壊し、情報収集や社会的阻害なしに人々の協同を認めること。
- 主権の再定義

リスボン条約の削減や廃止、了解覚書の放棄、自由貿易協定からの撤退、スペイン憲法の主要な条文すべてを修正するための国民投票の推進。
- 国土の再生

化石燃料消費の削減、公共交通機関や再生可能エネルギーの取り組みの促進、換金作物農業の削減、中小事業による地元の食料生産の奨励。

## 反響
2014年5月の欧州議会議員選挙での躍進は、様々な分析や反応をもたらした。この結果を歓迎する者がいる一方で、懸念を表明する者もいた。7月に社会労働党（PSOE）書記長（党首）に就任したペドロ・サンチェスは、ポデモスが大衆主義（ポピュリズム）政党であるとみなし、この発言で有権者の多くがポデモスを選択した。ファンダシオン・アルテルナティーバスのビセンテ・パラシオは、ポデモスが「スペインの民主主義体制を再生する上でとても有益な効果」を持つとしたが、「イタリアのベッペ・グリッロによる五つ星運動で起こっているように、大衆主義や民衆扇動（デマゴギー）に向かう」危険性も指摘している。2014年11月時点で、社会労働党は大衆主義や極左から距離を置くかわりに、中道左派を維持することを選択している。
連合・進歩・民主主義（UPyD）の党首であるロサ・ディエスは、ギリシャの急進左派連合（SYRIZA）、イタリアの五つ星運動、さらにはフランスの極右政党であるマリーヌ・ル・ペンの国民戦線（FN）でさえも、ポデモスとの類似点を見つけることができると述べた。国民党（PP）のスポークスマンであるマリア・ドローレス・デ・コスペダルは、世論調査結果は左派有権者の急進化を示していると述べた。国民党の大物政治家であるエスペランサ・アギーレは、ポデモスが「カストロ主義者、チャベス主義者、バスク祖国と自由（ETA）の味方である」としてイグレシアスを非難したが、イグレシアスは「誹謗中傷だ」と応じ、アギーレに対して法的措置を検討することと表明した。
結党から20日間で100,000人以上の党員を集め、この時点で3番目に多くの党員を持つ政党となっていた上に、2014年12月時点で250,000人以上の党員が在籍しており、国民党（PP）に次いでスペインで2番目に多くの党員を持つ政党である。

## 党勢

### 選挙結果

#### スペイン議会総選挙
| 選挙 | 下院      | 下院   | 下院   | 下院     | 下院 | 上院    | 上院 | 順位 | 地位   | 党首                 |
| 選挙 | 得票数    | 得票率 | 増減率 | 議席数   | 増減 | 議席数  | 増減 | 順位 | 地位   | 党首                 |
| ---- | --------- | ------ | ------ | -------- | ---- | ------- | ---- | ---- | ------ | -------------------- |
| 2015 | 3,182,082 | 12.67% | 新規   | 42 / 350 | 42   | 9 / 208 | 9    | 3位  | 未決定 | パブロ・イグレシアス |

#### 欧州議会議員選挙
| 選挙 | 欧州議会  | 欧州議会 | 欧州議会 | 欧州議会 | 順位 |
| 選挙 | 得票数    | 得票率   | 増減率   | 議席数   | 順位 |
| ---- | --------- | -------- | -------- | -------- | ---- |
| 2014 | 1,253,837 | 8.0%     | 新規     | 5 / 54   | 4位  |

### 党員数の推移
| 日付           | 党員数  | 出典   |
| -------------- | ------- | ------ |
| 2014年7月28日  | 0       | [ 70 ] |
| 2014年8月17日  | 100,000 | [ 70 ] |
| 2014年10月27日 | 200,000 | [ 38 ] |
| 2014年11月14日 | 250,000 | [ 72 ] |
| 2014年12月29日 | 300,000 | [ 72 ] |
| 2015年2月23日  | 350,000 | [ 73 ] |
| 2015年12月21日 | 389,345 | [ 72 ] |
| 2021年4月7日   | 529,043 | [ 72 ] |

## 関連文献
- 宮畑建志（４ スペイン ポデモス）「欧州における主なポピュリズム政党」（PDF）『調査と情報―ISSUE BRIEF―』No.961、国立国会図書館 調査及び立法考査局、2017年4月25日。
- シャンタル・ムフ 著、山本圭、塩田潤 訳『左派ポピュリズムのために』明石書店、2019年1月。ISBN 978-4-7503-4772-1。